# Пшиміловиці-Подграбе
Пшиміловиці-Подграбе (пол. Przymiłowice-Podgrabie) — село в Польщі, у гміні Ольштин Ченстоховського повіту Сілезького воєводства.
У 1975-1998 роках село належало до Ченстоховського воєводства.